# عبدالکریم زنجانی
عبدالکریم زنجانی (۱۳۰۳–۱۳۸۸ قمری) عالم شیعه و از مبلغان اتحاد اسلام بود.
زنجانی تحصیلات ابتدایی و بخشی از دروس حوزوی را در زنجان گذراند و برای ادامه تحصیل به شهر تهران و سپس روانه نجف شد. و در آنجا زیر نظر سید محمدکاظم یزدی، میرابوطالب یزدی، محمدکاظم خراسانی و شیخ الشریعه اصفهانی طی کرد. زنجانی برای ایجاد اتحاد بین ملت‌های مسلمان به کشورهای بسیاری سفر کرد و دیدارهای متعددی با چهره‌های معروف جهان اسلام داشت.
او نوهٔ دختری میرزا عبدالواسع مجتهد زنجانی بود.

## کودکی و تحصیلات
او زاده هشتم ماه ماه رمضان در سال ۱۳۰۳ ه‍.ق در روستای باروت آغاجی در شهر زنجان است. از استادان وی در زنجان می‌توان به افرادی همچون ملا قربان علی مجتهد زنجانی، میرزا مجید حکمی، میرزا ابراهیم عسکر زنجانی و سید حسن قنادی اشاره کرد.
او در فلسفه شاگرد کسانی همچون ملا علی نوری معروف به شوارق بود. در نجف نزد مرحوم ملا محمد کاظم خراسانی و سید محمد کاظم یزدی و دیگر اساتید در علوم همچون فقه و اصول تلمذ کرد. شیخ عبدالکریم زنجانی اصالتاً از خانواده ای عربی و علمی و اهل نجف بود. گفته می‌شود که به علت هجوم وهابیان به نجف اجداد وی، مجبور شدند ایران را ترک کنند او در شهر زنجان مورد استقبال مردم و عالم ان شهر سید محمد مجتهد قرار گرفت و به خواهش آن‌ها، در آن شهر سکنی گزید.

## فعالیت و آثار
وی در زمینه فلسفه، کلام و وحدت اسلامی فعالیت داشته و از جمله آثار وی:
- وحده الاسلامیه
- دروس الفلسفه
- تطور الفلسفه
- ابن سینا خالد باثاره

## القاب
وی ملقب به فیلسوف شرق است. از وی با عناوینی چون «الامام الزنجانی»، «مصلح الاکبر» و «فیلسوف الشرق ابن سینا عصره آیت‌الله آقا شیخ عبدالکریم زنجانی» یاد شده‌است.
محقق طباطبایی مستقیماً از محمدحسین کاشف الغطاء نقل می‌کند که سید محمدکاظم یزدی صاحب عروة الوثقی دربارهٔ زنجانی به او گفت: هو إما ملک من الملائکة وإما شیطان من الشیاطین؛ یعنی او یا فرشته‌ای است از فرشتگان یا شیطانی است از شیاطین.